# Edmonton Drillers
Gli Edmonton Drillers furono un club calcistico canadese con sede a Edmonton, attivo nelle stagioni dal 1979 al 1982 della NASL. La franchigia arrivò nella città dell'Alberta dopo due trasferimenti: dal 1975 al 1977 aveva giocato come Hartford Bicentennials e nel 1978 come Oakland Stompers.

## Storia
La franchigia fu trasferita in Canada dall'imprenditore Peter Pocklington, proprietario della locale squadra di hockey degli Edmonton Oilers, il trasferimento da Oakland avvenne nel febbraio del 1979, a sole cinque settimane dall'avvio del campionato. Come impianto casalingo venne scelto il Commonwealth Stadium, sostituito poi nel 1982 dal più piccolo Clarke Stadium.
La prima stagione fu di ambientamento, e venne conclusa al penultimo posto nella classifica della propria conference, mentre nel 1980 i Drillers si misero finalmente in evidenza arrivando in semifinale di conference. Durante le due stagioni successive però la squadra si classificò ultima nella propria conference, e specialmente il 1982 fu un'annata difficile per i Drillers: dopo le prime tre stagioni la società era in rosso per oltre dieci milioni di dollari, Pocklington aveva minacciato di ritirare la squadra già nel corso della stagione, ma poi su pressione della lega si convinse a ultimare la stagione.
Dopo un tentativo fallito di spostare la franchigia a Detroit, il club chiuse i battenti nell'ottobre 1982.

### Indoor
Se i risultati della squadra non furono di alto livello, maggiori successi vennero raccolti invece nell'indoor soccer: i Drillers conquistarono il titolo nel campionato 1980-1981, arrivarono invece alla semifinale play-off nella stagione successiva. L'impianto casalingo era il Northlands Coliseum.
La tradizione dei Drillers nel calcio indoor venne ripresa dal 1996 al 2000, quando sempre Pocklington iscrisse una squadra con lo stesso nome nella NPSL, un campionato indoor attivo in quegli anni. Anche negli anni dal 2007 al 2012 la squadra di Edmonton di calcio indoor, iscritta alla lega canadese CMISL, prese il nome Drillers.

## Allenatori
- 1979  Hans Kraay
- 1980-1981  Timo Liekoski
- 1982  Joe Petrone

## Media spettatori
Nella seguente tabella la media degli spettatori presenti allo stadio per le partite di stagione regolare.
| Stagione | Partite disputate | Totale spettatori | Media spettatori |
| -------- | ----------------- | ----------------- | ---------------- |
| 1979     | 15                | 148.854           | 9.924            |
| 1980     | 16                | 174.717           | 10.920           |
| 1981     | 16                | 170.109           | 10.632           |
| 1982     | 16                | 78.745            | 4.922            |